# (540) Розамунда
(540) Розаму́нда (нем. Rosamunde) — астероид главного пояса, который принадлежит к спектральному классу S. Он был открыт 3 августа 1904 года немецким астрономом Максом Вольфом в Обсерватории Хайдельберг-Кёнигштуль и назван в честь героини одноимённой пьесы Гельмины фон Шези, к постановке которой Франц Шуберт написал увертюру. Относится к семейству Флоры.